# پایگاه هوایی زوتاندل
پایگاه هوایی زوتاندل (به انگلیسی: Zutendaal Air Base) یک فرودگاه همگانی است که یک باند فرود آسفالت دارد و طول باند آن ۲۹۸۰ متر است. این فرودگاه در شهر ژانک کشور بلژیک قرار دارد و در ارتفاع ۹۵ متری از سطح دریا واقع شده است.